# Ioan Șereș
Ioan Șereș (n. 16 decembrie 1920, Sântandrei, Bihor, România – d. 17 decembrie 1997, Oradea, România) a fost un medic veterinar, poet și pictor român.

## Viața
S-a născut la 16 decembrie 1920, în satul Sântandrei de lângă Oradea. Face școala elementară în satul natal și “Liceul Emanoil Gojdu” din Oradea.
În timpul liceului desenează și scrie versuri colaborând cu revista literară a școlii. Publică volumul de versuri “Adolescență”.
În 1940 pleacă la București și se înscrie la “Facultatea de Belle-Arte” unde îi are ca profesori pe Camil Ressu și Nicolae Dărăscu. Datorită războiului și dificultăților materiale, ca refugiat ardelean, dă examen și la “Facultatea de Medicină Veterinară” la care studenții erau încorporați în București. Continuă să frecventeze și cursurile “Facultății de Belle-Arte” .
În 1949 absolvă “Facultatea de Medicină Veterinară” și rămâne ca asistent. În același  an se căsătorește dar, sub presiunea greutăților materiale, pleacă în Dobrogea ca medic veterinar. Aici i se nasc cei doi copii, un băiat și o fată. În această perioadă nu are timp pentru pictură. Rămâne înzăpezit, în drum spre casă și se îmbolnăvește de o boală a plămânilor.
Se mută cu familia, ca medic veterinar, în Oltenia, la Segarcea și Bârza. Începe să picteze portrete, peisaje și compoziții în acuarelă și ulei. Rămâne în această regiune între 1955-1959.
Se mută la Homorod în județul Brașov. Pictează din ce în ce mai mult. Este operat la plămâni la București.
O perioadă fastă o are familia pictorului, între anii 1966-1983, în județul Bihor, la Valea lui Mihai și în județul Arad, la Bârsa și Craiva. Medicul veterinar-pictor, pictează în perioada concediilor de odihnă abordând teme diverse, întâlnite în peregrinările sale prin țară. Deschide expoziții la Valea lui Mihai, Arad și Oradea.
După pensionare, în 1983, Ioan Șereș se dedică total picturii. Abordează subiecte din ce în ce mai diverse: viața țăranilor, a pescarilor, a ciobanilor etc.
Se stabilește în orașul Oradea. Deschide expoziții la București, Oradea, Arad, Salonta etc. Participă și la expoziții de grup în țară și străinătate.
Se stinge din viață, în decembrie 1997, la Oradea, în apartamentul personal.

## Opera
Opera picturală a lui Ioan Șereș a fost creată într-o perioadă de peste 50 ani de activitate, 1944-1996.
Personalitate complexă, Ioan Șereș, a avut un bun început în pictură sub îndrumarea unor profesori remarcabili la București. Viața și activitatea sa, în afara influențelor curentelor din pictură, a determinat un stil singular în opera sa.
Practicând meseria de medic veterinar a cunoscut viața oamenilor de la țară și peisajele diferitelor regiuni unde a activat în profesiunea de bază. A practicat tehnici diferite: schițe în creion, tuș și cărbune, pictura în acuarele, pictura în ulei și fresca. A abordat tematici diverse: portretul, peisajul, compoziția. Pictura sa tratează viața tăranilor în diferite ipostaze: la muncă, la odihnă, în sărbători, etc. A pictat și compoziții cu subiect religios.